# فيل كلارك (لاعب دوري الرغبي)
فيل كلارك (بالإنجليزية: Phil Clarke)‏ هو لاعب دوري الرغبي أسترالي، ولد في 16 مايو 1971 في Blackrod ‏ في المملكة المتحدة.